# Rio Branco (Acre)
Der Rio Branco ist ein Fluss im Bundesstaat Acre im nordwestlichen Brasilien. Knapp unterhalb seiner Mündung in den Rio Acre liegt die Hauptstadt von Acre, Rio Branco.